# Michael Gergen
Michael Gergen (* 17. Februar 1987 in Hastings, Minnesota) ist ein ehemaliger US-amerikanischer Eishockeyspieler, der unter anderem für den EC Red Bull Salzburg in der Erste Bank Eishockey Liga aktiv war.

## Karriere
Michael Gergen spielte zunächst von 2004 bis 2005 für die Eishockeymannschaft der Shattuck St. Mary’s im High-School-Ligensystem der Vereinigten Staaten. Seine Karriere als Eishockeyspieler setzte der US-Amerikaner in der Mannschaft der University of Minnesota Duluth fort, für die er von 2005 bis 2009 in der National Collegiate Athletic Association aktiv war. Zuvor war er bereits als Juniorenspieler im NHL Entry Draft 2005 in der zweiten Runde als insgesamt 61. Spieler von den Pittsburgh Penguins ausgewählt worden, für die er allerdings nie spielte. Stattdessen wechselte der Angreifer im Sommer 2009 zum EC Red Bull Salzburg aus der Österreichischen Eishockey-Liga, für den er in der Saison 2009/10 sein Debüt im professionellen Eishockey gab. Zum Saisonende gewann Gergen mit den Salzburgern die österreichische Meisterschaft. Im Oktober 2010 kehrte er in seine Heimat zurück und erhielt einen Kontrakt bei den Utah Grizzlies in der ECHL. Für diese kam er zu 19 Einsätzen und erzielte sieben Punkte, bevor zwei Monate später sein Vertrag aufgelöst wurde. Im Anschluss wurde der Angreifer von den Bakersfield Condors verpflichtet, für die er im Januar 2011 am ECHL All-Star Game teilnahm.
Für diese spielte er bis Januar 2012, bevor Gergen seine aktive Karriere beim Ligakonkurrenten Idaho Steelheads ausklingen ließ.

## Erfolge und Auszeichnungen
- 2009 Broadmoor-Trophy-Gewinn mit der University of Minnesota Duluth
- 2009 WCHA All-Academic Team
- 2010 IIHF-Continental-Cup-Gewinn mit dem EC Red Bull Salzburg
- 2010 Österreichischer Meister mit dem EC Red Bull Salzburg
- 2011 Teilnahme am ECHL All-Star Game